# MaidSafe
MaidSafe – szkocka firma rozwijająca zdecentralizowaną sieć komputerową Autonomi (poprzednio Safe Network), w której dane zamiast na serwerach, trzymane są w rozproszonej postaci na podłączonych do niej urządzeniach. Użytkownicy sieci łączą się między sobą nawzajem przekazując informacje o położeniu poszukiwanych danych.
W przyszłości planowane jest uruchomienie w tej sieci tokenu, który otrzymają osoby, które dołączą do sieci i udostępnią miejsce na dysku umożliwiając tym samym bezpieczne przechowywanie danych na zasadach ekonomii współdzielenia. Token ten umożliwi też rozliczenia między użytkownikami i płatności za towary oraz usługi. Pobieranie danych z sieci będzie darmowe, natomiast żeby umieścić w niej dane, wymagana będzie jednorazowa niewielka opłata.
Oprogramowanie obsługujące sieć jest otwarte. Sieć jest opatentowana.

## Historia
W roku 2006 David Irvine założył MaidSafe i rozpoczął pracę nad siecią.
W roku 2014 zostaje ogłoszona zbiórka funduszy na dalszy rozwój projektu, tzw. ICO. Wyemitowana została kryptowaluta MaidSafeCoin (MAID), która jest oparta na protokole Omni (dawniej Mastercoin). W momencie startu projektu będzie możliwa wymiana 1 MaidSafeCoina na 1 token sieci Autonomi.
W marcu 2024 roku CEO MaidSafe zostaje Sarah Buxton (nick Bux), zostaje ogłoszony nowy harmonogram i plany uruchomienia sieci na początku 2025 roku.

## Podobne sieci
- Freenet
- Arweave
- HoloChain